# Przedsiębiorstwo Komunikacji Samochodowej „Trans-Pol”

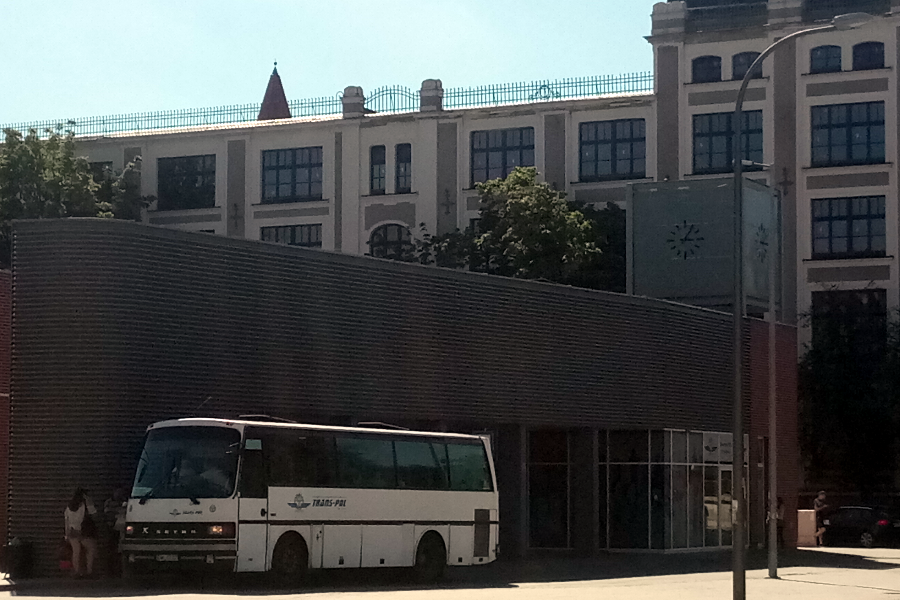
Autokar PKS „Trans-Pol” linii Legnica-Jawor na przystanku dworcowym w Legnicy (2018 r.)

Przedsiębiorstwo Komunikacji Samochodowej „Trans-Pol” sp. z o.o. w upadłości (używany skrót: PKS „TRANS-POL”; pisownia oryginalna) – przedsiębiorstwo powstałe w 2004 roku jako spółka kapitałowa pracowników istniejącego w różnych formach organizacyjnych od 1945 roku dawnego Przedsiębiorstwa Państwowej Komunikacji Samochodowej (PPKS) w Legnicy i trzech sprywatyzowanych spółek przewozowych (grupa kapitałowa PKS „Tour” Jelenia Góra).
Geneza przedsiębiorstwa sięga istniejących w latach 1945–2017 struktur PKS w Legnicy. Na skutek problemów finansowych działalność była sukcesywnie ograniczana. W 2017 roku siedzibę spółki przeniesiono do Jawora.

## Historia

### Struktura organizacyjna
Pod koniec II wojny światowej dla realizacji akcji przesiedleńczej, na Ziemie Odzyskane kierowano żołnierzy i sprzęt Ludowego Wojska Polskiego. W kwietniu 1945 r. dowódca 1. Pułku Samochodowego płk inż. Jemielian Chriapin przekazał do dyspozycji pełnomocnika Rządu RP na okręg Dolnego Śląska Stanisława Piaskowskiego kolumnę trzydziestu samochodów GAZ-AA wraz z kierowcami. Kolumna po krótkim pobycie w Trzebnicy, gdzie była zlokalizowana pierwszą tymczasowa administracja województwa wrocławskiego, przeniosła się do Legnicy, gdzie w maju 1945 r. została zdemobilizowana i przekształcona w Okręgową Bazę Transportową tworzonej Państwowej Komunikacji Samochodowej.
Początkowo zadaniem pracowników Bazy był przewóz żywności i ekspatriantów, komunikację pasażerską uruchamiano od września 1945 roku.
Przybywając do Legnicy, kolumna zajęła początkowo poniemiecką stację paliw przy ulicy Jaworzyńskiej w centrum miasta. W połowie lipca 1945 roku lewobrzeżna Legnica została zamknięta przed cywilami przez radziecką komendanturę wojskową pod pretekstem urządzenia w zamkniętych dzielnicach wielkiego szpitala polowego dla powracających z frontu wschodniego żołnierzy radzieckich. Władze okręgowe przeniosły wówczas swą siedzibę na ulicę Długą (obecnie aleja Rzeczypospolitej), a kolumna samochodowa zajęła obiekty po tartaku przy ulicy Długiej 25 i ulokowała tam zajezdnię – istniejącą w latach 1945-2017.

#### Ekspozytura Państwowej Komunikacji Samochodowej Okręgu Wrocławskiego
Pierwsza załoga PKS w Legnicy liczyła 48 pracowników. Działalność oddziału skupiała się początkowo na przewozie osadników i żywności. Tabor stanowiło 30 samochodów GAZ-AA oraz dwa wyremontowane, poniemieckie autobusy marek: Ford i Renault.
We wrześniu 1945 roku uruchomiono pierwszą regularną linię autobusową w relacji Legnica – Łódź. Kolejnymi połączeniami były Legnica – Kraków, Legnica – Bogatynia oraz Legnica – Jelenia Góra, uruchamiane przy pomocy przystosowanych do przewozu pasażerów samochodów ciężarowych.
W październiku 1945 roku powstała baza transportowa PKS we Wrocławiu. Z początkiem 1946 roku dekretem Ministra oficjalnie powołano przedsiębiorstwo państwowe Państwowa Komunikacja Samochodowa. Bazę PKS w Legnicy przekształcono w ekspozyturę „Państwowej Komunikacji Samochodowej Okręgu Wrocławskiego” pod zwierzchnictwem Prezydium Wojewódzkiej Rady Narodowej we Wrocławiu, podległą Zjednoczeniu Przedsiębiorstw Państwowej Komunikacji Samochodowej Województwa Wrocławskiego we Wrocławiu.
Z przedsiębiorstwa w 1946 roku oddelegowano grupy pracowników do utworzenia oddziałów PKS w Wałbrzychu i Jeleniej Górze. Oddziałowi PKS w Legnicy powierzono także zorganizowanie baz transportowych PKS w: Bolesławcu, Chojnowie, Jaworze, Lubinie, Strzegomiu, Środzie Śląskiej i Złotoryi.

#### Oddział Wojewódzkiego Przedsiębiorstwa Państwowej Komunikacji Samochodowej we Wrocławiu
Pod koniec czerwca 1958 roku w legnickie struktury PKS włączono filię Przedsiębiorstwa Transportu Samochodowego i Specycji, a zarządzeniem nr 3/60 z dnia 16 stycznia 1960 roku Prezydium Wojewódzkiej Rady Narodowej we Wrocławiu połączono szereg państwowych przedsiębiorstw transportu towarowego i pasażerskiego z rejonu Dolnego Śląska w Wojewódzkie Przedsiębiorstwo Państwowej Komunikacji Samochodowej (WP PKS). Nadzór nad Przedsiębiorstwem sprawowało Prezydium Wojewódzkiej Rady Narodowej we Wrocławiu za pośrednictwem Wydziału Komunikacji.
Wojewódzkie Przedsiębiorstwo PKS we Wrocławiu brało udział w budowie Legnicko-Głogowskiego Okręgu Miedziowego. W 1968 roku na bazie filii Oddziału Towarowo-Osobowego WP PKS w Legnicy z siedzibą w Lubinie utworzono samodzielny oddział PKS, któremu podporządkowano filię legnickiego PKS w Chojnowie oraz filię oddziału WP PKS z Bolesławca zlokalizowaną w Chocianowie.

#### Przedsiębiorstwo Państwowej Komunikacji Samochodowej w Legnicy
1 stycznia 1991 roku wszystkie dotychczasowe oddziały Państwowej Komunikacji Samochodowej przekształcono w 176 niezależnych od siebie przedsiębiorstw państwowych, które stopniowo prywatyzowano. Dotychczasowy oddział PKS w Legnicy przekształcono w Przedsiębiorstwo Państwowej Komunikacji Samochodowej w Legnicy.
Po likwidacji Wojewódzkiego Przedsiębiorstwa Komunikacyjnego w Legnicy przedsiębiorstwo objęło część relacji regionalnych dotąd obsługiwanych przez komunikację miejską.
Od lat 90. przedsiębiorstwo (podobnie jak pozostałe publiczne przedsiębiorstwa przewozowe) zmagało się z narastającą konkurencją prywatnych przewoźników drogowych oraz zwiększeniem liczby samochodów osobowych. Ponadto, od 1999 roku polskie gminy (również na obszarze działalności PKS Legnica) pozyskiwały z rządowego programu autobusy szkolne do realizacji zamkniętych dowozów uczniów, które pozbawiły publiczny transport zbiorowy istotnej grupy pasażerów.
Pod względem liczby pasażerów przewożonych dziennie na terenie powiatu legnickiego w komunikacji zwykłej udział PKS wynosił 12,58% w roku 2004 i zmalał do 9,21% w roku 2005.

#### Przedsiębiorstwo Komunikacji Samochodowej „TRANS-POL” spółka z o.o.
W latach 2001–2004 wojewoda dolnośląski przeprowadził prywatyzację Przedsiębiorstwa Państwowej Komunikacji Samochodowej w Legnicy.
Na przełomie 2004 i 2005 roku wojewoda oddał przedsiębiorstwo w odpłatne używanie spółce PKS „Trans-Pol”, w której udziały objęli pracownicy PPKS (ok. 35%) oraz przewoźnicy z grupy kapitałowej PKS „Tour” Jelenia Góra (pozostałe udziały).
PKS „Trans-Pol” rywalizowała o sprywatyzowanie PPKS Legnica z inną spółką: „PKS Legnica Sp. z o.o.”, którą chcieli pierwotnie założyć pracownicy i sprywatyzowany uprzednio PKS w Żarach. Do PKS „Trans-Pol” przystąpiło ostatecznie 121 ze 184 pracowników PPKS. Funkcję prezesa objął Tadeusz Nowak, zarządca komisaryczny PPKS Legnica z nadania organu właścicielskiego (wojewody dolnośląskiego). Zastrzeżenia wobec prywatyzacji z udziałem PKS „Tour” Jelenia Góra formułował poseł Ryszard Zbrzyzny.
Prywatyzacja PPKS Legnica na rzecz spółki PKS „Trans-Pol”, poza pakietem gwarancji socjalnych dla załogi, umożliwiła nabycie w leasingu 4 nowych autobusów oraz napływ taboru od udziałowców.
Oprócz dotychczasowych połączeń spółka weszła na trasy, z których rezygnowało Miejskie Przedsiębiorstwo Komunikacyjne w Legnicy, m.in. Legnica – Jawor i Legnica – Złotoryja.
Według informacji medialnych przekazywanych przez zarząd w 2010 roku przewozy liniowe były dla spółki deficytowe, a ogólna sytuacja finansowa spółki zła. Według stanu na rok 2010 głównym źródłem dochodów PKS „Trans-Pol” było wynajmowanie autokarów (posiadano ich wówczas 75) oraz dzierżawa pomieszczeń.
W 2009 roku spółka przejęła od Skarbu Państwa użytkowane nieruchomości: zajezdnie w Legnicy, Jaworze i Złotoryi oraz dworce autobusowe w Legnicy i Złotoryi. Spółka, nie dysponując środkami na remont będącego w złym stanie technicznym dworca autobusowego w Legnicy, wzniesionego w latach 70, zdecydowała o jego sprzedaży. Kolejno sprzedano: dworzec w Złotoryi (2010 r.), dworzec w Legnicy (2011 r.), bazę przy autostradzie A4 (2016 r.), bazę w Złotoryi (czerwiec 2017 r.). Podobną politykę sprzedaży majątku prowadziły inne spółki grupy kapitałowej PKS „Tour” Jelenia Góra.
Kolejno w: 2009, 2010, 2012 i 2014 roku reporterzy Polskiego Radia Wrocław informowali o niesprawnych autokarach należących do spółki.
Władze gminy Legnica, na skutek zaległości przedsiębiorstwa w opłacaniu podatku od nieruchomości wszczęły postępowanie egzekucyjne i zajęły komorniczo trzy autokary spółki.
Pod koniec września 2017 roku komornik sądowy dokonał skutecznej sprzedaży bazy PKS „Trans-Pol” w Legnicy, w której firma funkcjonowała w różnych formach organizacyjnych od 1945 roku. Na skutek kłopotów w 2017 roku spółka ograniczyła działalność, a także przeniosła siedzibę do Jawora.
Na koniec 2017 roku przedsiębiorstwo zatrudniało 30 pracowników. Własność autokarów była przeniesiona na spółki grupy PKS „Tour” Jelenia Góra.
8 lutego 2018 roku nastąpiła zmiana na stanowisku prezesa spółki. Kierującego od powstania PKS „Trans-Pol” w 2004 roku Tadeusza Nowaka zastąpił Janusz Przygrodzki.
Od 15 października 2018 r. do 10 lutego 2019 r. spółka obsługiwała nowo utworzoną komunikację miejską w Złotoryi. Przewozy prowadzono z wykorzystaniem dwóch autobusów Karosa i Iveco wypożyczonych przez operatora z powiązanego kapitałowo przedsiębiorstwa PKS Lubin, wycofanych z obsługi komunikacji miejskiej w Lubinie oraz własnego autokaru. 10 lutego 2019 r. zaprzestano obsługi połączeń na zlecenie gminy miejskiej Złotoryja, zarówno w komunikacji miejskiej, jak i zamawianych przez wiele lat połączeń szkolnych.
1 czerwca 2021 roku spółka zawiesiła poranny kurs Wądroże Wielkie-Jawor, a bilety miesięczne na tej trasie realizowały autobusy szkolne PKS-u. Trasa całkowicie została zawieszona na wakacjach. Do 1 września 2021 roku spółka całkowicie zawiesiła ostatnie kursy na trasie Legnica-Jawor, Jawor-Legnica tym samym kończąc działalność przewozową.

## Trasy
Według stanu na 1 marca 2019 r.:
- Chojnów – Osetnica – Złotoryja
- Jawor – Wądroże Wielkie przez Snowidzę
- Jawor pl.Zamkowy – Legnica ul.Dworcowa
- Złotoryja – Brochocin – Zagrodno- Złotoryja
- Złotoryja – Prusice – Leszczyna- Złotoryja
- Złotoryja – Wilków – Leszczyna- Złotoryja
- Złotoryja – Wojcieszyn – Nowa Wieś Grodziska- Sędzimirów- Złotoryja
- Złotoryja – Zagrodno – Grodziec- Złotoryja
- Złotoryja – Rokitnica – Rzymówka- Złotoryja
- Złotoryja – Kozów – Rokitnica- Leszczyna- Złotoryja